# Malý Sheldon
Malý Sheldon (v anglickém originále Young Sheldon; stylizované jako young Sheldon) je americký komediální seriál stanice CBS, vytvořený Chuckem Lorrem a Stevenem Molarem. Seriál je spin-offem a zároveň prequelem sitcomu Teorie velkého třesku a sleduje postavu Sheldona Coopera od věku devíti let, který žije s rodinou ve východním Texasu a chodí na střední školu. Iain Armitage hraje jako mladý Sheldon, vedle Zoe Perry, Lance Barbera, Montany Jordana, Raegan Revordové a Annie Potts. Jim Parsons, který ztvárňuje dospělého Sheldona Coopera v sitcomu Teorie velkého třesku, vypráví seriál a působí jako výkonný producent.
Dne 6. ledna 2018 byla potvrzena druhá řada, která měla premiéru 24. září 2018.
V Česku měl seriál premiéru 1. června 2018 na HBO MAX a 15. července 2018 měl premiéru na HBO 3.
Dne 22. února 2019 byl seriál prodloužen o třetí a čtvrtou řadu. Třetí řada měla premiéru 26. září 2019.
Dne 17. listopadu 2023 byl seriál prodloužen o sedmou řadu, která má být definitivně poslední. Premiéru měla 15. února 2024.

## Příběh
Seriál je zasazen v letech 1989–90 a sleduje 9letého Sheldona Coopera jak navštěvuje střední školu ve fiktivním městě Medford v Texasu, kde se snaží zapadnout ve světě kolem něj, zatímco jeho rodina a přátelé se musí vypořádat s jeho výjimečnými intelektuálními schopnostmi a společenskými problémy.

## Obsazení

### Hlavní role
- Iain Armitage jako Sheldon Lee Cooper (v českém znění: 1.–2. série: Matěj Havelka; 3. série: Mikuláš Převrátil; 4. série: Šimon Fikar; 5. série: Samuel Budiman)
- Zoe Perry jako Mary Cooperová, Sheldonova matka (v českém znění: René Slováčková)
- Lance Barber jako George Cooper Sr., Sheldonův otec a trenér fotbalového týmu Medfordské střední (v českém znění: Martin Zahálka)
- Montana Jordan jako George Cooper Jr., Sheldonův starší bratr (v českém znění: David Štěpán)
- Raegan Revord jako Missy Cooperová, Sheldonova sestra a dvojče (v českém znění: Mariana Franclová)
- Jim Parsons jako hlas dospělého Sheldona Coopera (vyprávěč) (v českém znění: Jakub Wehrenberg)
- Annie Potts jako Constance „Connie / Babča“ Tuckerová (ang. Mee-Maw). Sheldonova babička z matčiny strany (v českém znění: Zlata Adamovská)
- Matt Hobby jako pastor Jeff Diffords (vedlejší: první a druhá řada; hlavní: třetí řada) (v českém znění: Michal Michálek)

### Vedlejší role
- Ryan Phuong jako Tam Nguyen, Sheldonův nejlepší kamarád (v českém znění: Jakub Nemčok)
- Wyatt McClure jako Billy Sparks, syn sousedů Cooperovic rodiny (v českém znění: Matěj Macháček)
- Wallace Shawn jako doktor John Sturgis, vysokoškolský profesor fyziky a Conniein přítel (v českém znění: Petr Pospíchal)
- Billy Gardell jako Herschel Sparks, Billyho otec
- Melissa Peterman jako Brenda Sparksová, Billyho matka
- Sarah Baker jako paní Sheryl Hutchinsová, knihovnice Medfordské střední
- Valerie Mahaffey jako paní Victoria MacElroyová, Sheldonova třídní učítelka a angličtinářka na Medfordské střední škole  (v českém znění: Petra Tišnovská)
- Danielle Pinnock jako paní Evelyn Ingramová, Sheldonova učitelka matematiky (v českém znění: Jana Páleníčková)
- Brian Stepanek jako pan Hubert Givens, Sheldonův učitel přírodních věd (v českém znění: Pavel Vondrák)
- Rex Linn jako Tom Petersen, ředitel Medfordské střední (v českém znění: Jan Vlasák)
- Doc Farrow jako Wayne Wilkins, Sheldonův tělocvikář a asistent trenéra fotbalového týmu Medfordské střední, později hlavní trenér. (v českém znění: Jiří Valšuba)
- Nancy Linehan Charles jako Peg, sekretářka pastora Jeffa (v českém znění: Zuzana Skalická)
- Chris Wylde jako Glenn, majitel obchodu s komiksy King Kong Comics
- Mckenna Grace jako Paige, další nadané dítě, kterou Sheldon vnímá jako svou rivalku
- Andrea Anders jako Linda, Paigeina matka
- Josh Cooke jako Barry, Paigein otec
- Baron Jay jako pošťák
- Isabel May jako Veronica Duncan (v českém znění: Adéla Nováková)

### Hostující role
- Melissa Tang jako paní Fenleyová
- Bob Newhart jako Arthur Jeffries / Professor Proton
- Vernee Watson jako sestra Robinsonová
- John Hartman jako doktor Goetsch, psychiatr
- Ray Liotta jako Vincent
- Dave Florek jako doktor Eberland
- Jason Kravits jako doktor Ronald Hodges
- Karly Rothenberg jako paní Janice Veazeyová
- Frances Conroy jako doktor Flora Douglas
- Harry Groener jako Elliot Douglas
- Paul Yen jako Le Nguyen
- Vyvy Nguyen jako Trang Nguyen
- Richard Kind jako Ira Rosenbloom
- Jason Alexander jako pan Lundy
- Elon Musk jako on sám

## Řady
| Řada | Díly | Premiéra v USA    | Premiéra v USA  | Premiéra v ČR                                      | Premiéra v ČR                                    |
| Řada | Díly | První díl         | Poslední díl    | První díl                                          | Poslední díl                                     |
| ---- | ---- | ----------------- | --------------- | -------------------------------------------------- | ------------------------------------------------ |
| 1    | 22   | 25. září 2017     | 10. května 2018 | 15. července 2018                                  | 26. srpna 2018                                   |
| 2    | 22   | 24. září 2018     | 16. května 2019 | 25. září 2018 (HBO GO) 4. listopadu 2018 (HBO 3)   | 17. května 2019 (HBO GO) 16. června 2019 (HBO 3) |
| 3    | 21   | 26. září 2019     | 30. dubna 2020  | 27. září 2019 (HBO GO) 9. listopadu 2019 (HBO 3)   | 1. května 2020 (HBO GO) 23. května 2020 (HBO 3)  |
| 4    | 18   | 5. listopadu 2020 | 13. května 2021 | 6. listopadu 2020 (HBO GO) 20. března 2021 (HBO 3) | 14. května 2021 (HBO GO) 7. srpna 2021 (HBO 3)   |
| 5    | 22   | 7. října 2021     | 19. května 2022 | 8. října 2021 (HBO GO)                             | 20. května 2022 (HBO GO)                         |
| 6    | 22   | 29. září 2022     | 18. května 2023 | 30. září 2022                                      | 19. května 2023                                  |
| 7    | 14   | 15. února 2024    | 16. května 2024 | 16. února 2024                                     | 17. května 2024                                  |

## Vysílání
Seriál Malý Sheldon začal vysílat týdenní epizody 2. listopadu 2017 na stanici CBS po seriálu Teorie velkého třesku. Pilotní díl měl premiéru 25. září 2017.

### Problém s koncem třetí série
První dvě série obsahují po 22 dílech, a stejně tak tomu mělo být i ve třetí sérii. Ovšem natáčení 22. finálního dílu série muselo být přerušeno kvůli opatřením proti šíření covidu-19. Jak uvedl scenárista Steven Molaro, záznam, který se stihl pořídit během dvou natáčecích dnů epizody 22, již diváci neuvidí v rámci 3. série ani jakéhokoli speciálního dílu. Naopak je pravděpodobné, že děj nikdy nedokončené 22. epizody bude odvyprávěn na začátku 4. série.